# شعب الكناري

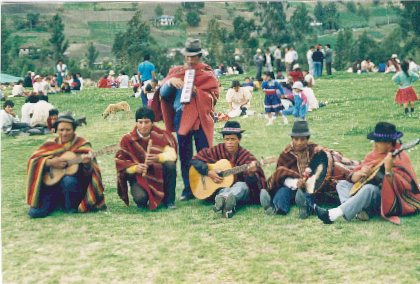
موسيقيون من شعب الكناري

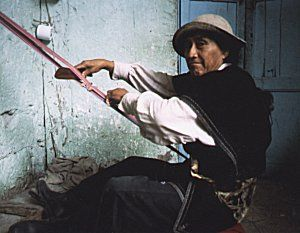
رجل من شعب الكناري يحيك

شعب الكناري أو الكاناري (بالإنجليزية: Cañari، بلغة كتشوا: Kañari) هم مجموعة عرقية أصلية تقطن تقليديًا في أقاليم المقاطعات الحديثة في أزواي وكانار في الإكوادور. ينحدرون من التحالف القبلي المستقل ما قبل الكولومبي، الذي حمل نفس الاسم. عُرف هذا الشعب التاريخي بمقاومته ضد إمبراطورية الإنكا بشكل خاص. إذ غزته إمبراطورية الإنكا في نهاية المطاف في أوائل القرن السادس عشر قبل وصول الإسبان بفترة وجيزة، تحالف شعب الكناري لاحقًا مع الإسبان ضد الإنكا. في يومنا هذا، يبلغ تعداد سكان شعب الكناري الآلاف، ويضمون العديد من الميستيثو.
دافع الأوائل عن أراضيهم لسنوات عديدة ضد العديد من جيوش الإنكا. غزا توبا إنكا يوبانكي جماعة الهوانكابامبا، حلفاء الجنوب الأقصى لشعب الكناري. غزت إمبراطورية الإنكا عبر الحروب والزواج بقيادة واينا كاباك أراضيهم الشمالية في نهاية المطاف. استوعبت الإمبراطورية الشاسعة شعب الكناري الذي اندمج بشكل كبير فيها، إذ سُمِح لهم بإدارة شؤونهم الخاصة لكنهم تبنوا لغة جديدة للتواصل مع شعب الإنكا.
أقامت القبيلة بشكل أساسي في منطقة توميبامبا (حاليًا كوينكا). بحثّ وتفويض من الإنكا بشكل جزئي، إذ نافس العمران الكناري حسبما أوردت التقارير البناء العمراني لعاصمة الإنكا، كوسكو. نتيجة السُمعة الهامة للفن المعماري المذهل في توميبامبا، أشير إليها غالبًا باسم «كوسكو الثانية».
خلال حرب الإنكا الأهلية بين أبناء واينا كاباك، اختار شعب الكناري دعم واسكار رغم تمركزه في المنطقة الشمالية التي ورثها أتاوالبا، ابن واينا كاباك والوريث الشرعي له. في البداية، ظَفِر جنرالا واسكار، أتوك وهانغو بالانتصار، إذ هزما جيش أتاوالبا، وأسَرا العديد من جنوده، واستوليا على المدن الكبيرة مثل كاخاماركا وتوميبامبا.
وبمساعدة جنرالات والده المخلصين، تمكن أتاوالبا من هزيمة جيش واسكار في معركتي موليهامباتو وشيمبورازو، ما أجبر الدُخلاء على العودة إلى الجنوب. ألقى القبض على جنرالات واسكار وأعدمهم وأعدم أنصار شعب الكناري بمجرد وصوله إلى توميبامبا.

## الأصول
تُشتق كلمة كناري من كلمة «كان» التي تعني «الأفعى» و«آرا» التي تعني «الببغاء». وفقًا لبعض علماء اللغة، فهذا يعني أن الكناريين قد آمنوا أن الأفعى والببغاء بمثابة أسلافهم. هناك تفسير آخر هو أنهم اعتبروا هذه الحيوانات حيوانات مقدسة كما يتضح من القصص والرسوم. ضمن عائلة الكناري الضخمة، وُجِدت جماعات امتلكت ثقافاتها الخاصة. كان من بينها جماعة البيلوسيس، التي استقرت في منطقة مدينة أزوغويس الحالية وهيمنت على القبائل المجاورة.
وفقًا لإحدى الحكايات التقليدية، أُسِّس موقع البيلوسيس من قِبل الزعيمين تينيمازا وكاركيبولا. ما يزال هذان اللقبان (اسم العائلة) موجودين في المقاطعة.

### أسطورة
وجد العلماء أن شعب الكناري امتلك تراثًا شفهيًا عن فيضان هائل كجزء من قصص الخلق لديهم على غرار قصص الإنجيل وجلجامش. وفقًا للأسطورة، قيل إن فيضانًا هائلًا قُتل فيه الجميع باستثناء شقيقين اعتليا قمة جبل شاهق. بعد الطوفان، عاد الشقيقان إلى كوخهما ليجدا أنه قد أُصلِح ومُلِئ بالطعام المجهز. كل يوم لدى عودتهما إلى الكوخ، كانا يجدان الطعام معدًا. استمر هذا الأمر بضعة أيام حتى قرر أحد الأخوة، أوركوكاري (تل الذكور) البقاء هناك. اكتشف أن امرأة بوجه ببغاء هي من كانت تحضّر الطعام. أخذها زوجةً له، وجعلا بذلك العالم مأهولًا من جديد.

## خلفية تاريخية

### غزو الإنكا
حشدت الإنكا العديد من الجيوش التي صقلتها المعارك والمدربة بشكل جيد. هرب شعب هوانكابامبا مذعورًا إلى الجبال والتلال حيث لقي البعض حتفه نتيجة الجوع عوضًا عن الخضوع لجيوش الإنكا الغازية.
كان غزو مقاطعة بالتاس أكثر نجاحًا لأنهم استسلموا ودُمجوا داخل إمبراطورية الإنكا. على الرغم من سهولة انقيادهم، أخذ توبا يوبانكي آلافًا منهم وأرسلهم بعيدًا عن أراضيهم إلى المقاطعات النائية في كولاو، وأعاد توطين أراضي بالتاس مستقدِمًا الأفراد من المقاطعات الأخرى ومتَّبعًا سياسة الميتما (الانتشار). لم تساعدهم الحصون التي شُيِّدت على مرتفعات ساراغورو البَتَّةَ، لأنهم أيقنوا أن كل أشكال المقاومة ستكون عديمة الفائدة نتيجة وجود قوات الإنكا في الوادي.
بعد هزيمة وإخضاع البالتاس، واصل توبا يوبانكي غزوه لشعب الكناري. كان شعب الكناري ضخمًا واستغرقهم الأمر طويلًا قبل أن يبدؤوا بصمت بالدفاع عن أراضيهم واستقلالهم: إذ احتفلوا بقيام اتحاد بين جميع الزعماء واختير دوما الزعيم الأكبر. علاوة على ذلك، شكلّوا جيشًا كبيرًا جديرًا بالاعتبار. اعتقد توبا يوبانكي أنه يجب عدم إضاعة الوقت أو منح الكناريين الفرصة للتحصن أكثر: فدفع بقواته وهاجم الأعداء، متوقعًا إلحاق الهزيمة بهم على حين غرّة؛ لكنه كان مخطئًا لأنهم كانوا على عِلْم بالهجوم واحتلوا جميع الممرات الصعبة. نتيجة لذلك كانت المعركة شديدة، وتراجعت قبيلة الإنكا على عجل نحو ساراغورو بعد اكتشافهم أن هزيمة تلك القبائل المتمتعة بالدهاء والمولعة بالقتال، لم تكن بالسهولة المتوقعة.
أوقدت هزيمة الإنكا شعلة شجاعة جديدة لدى شعب الكناري، ودمجوا بين البسالة والاستراتيجية، وتواصلوا سرًا مع أهالي بالاتس، وحرضوهم على التمرد ضد الإنكا: أقلق هذا المشروع المحفوف بالمخاطر أهالي البالتاس، وبعد التشاور مع حكمائهم حول ما يجب فعله، ارتأوا اطلاع توبا يوبانكي على خطط الكناري. شعر توبا يوبانكي المتغطرس بالإهانة وأبى العودة إلى كوسكو دون إخضاع الكناريين أولاً. أرسل بطلب تعزيزات من جميع أنحاء «إمبراطورية الإنكا»؛ وبنى حصنًا على طول الحدود بين بالتاس وكاناري ريثما وصلت التعزيزات.
بعد علمهم باستعدادات الإنكا ورؤية بدء التجهيزات والتحضيرات للحرب، بدأت الروح المعنوية بالانخفاض، واستُبدِلت القوة والعزيمة التي قاوموا بها الهجوم الأول بالإحباط. بدؤوا بالبحث عن حل سلمي، في نهاية المطاف أرسلوا رُسلًا إلى ملك الإنكا مكلَّفين بعرض الخضوع إلى «إمبراطوريته». اشتُهِر شعب الكناري بتقلّب الرأي وعدم الثبات. لذلك، لم يصدقهم ملك الإنكا في البداية، واشترط اتخاذ تدابير لضمان سلامته وطالب، كجزء من هذه التدابير، بأن يرسل دوما والقادة الآخرون أطفالهم كرهائن. بهذا تأكد توبا يوبانكي من صدقهم وبدأ رحلته نحو مقاطعة أزواي؛ ولكن قبل الدخول إليها شخصيًا، أرسل مسؤوله الأكثر وثوقًا لترتيب إقامة جليلة وتقدير عزيمة شعب الكناري واكتشاف وجود أي خطط للخيانة.
استقبل شعب الكناري مبعوث الإنكا باحتفال كبير، وفي وقت قصير جدًا شيدوا قصرًا لاستضافة سيِّدهم الجديد؛ وعندما ظهر على أرضهم أخيرًا، خرجوا لمقابلته، وعرض مظاهر علنية مهيبة من الاحترام الصادق بالإضافة لإقامة الاحتفالات. استوعبت الإمبراطورية الشاسعة شعب الكناري الذي اندمج بشكل كبير فيها، إذ سُمِح لهم بإدارة شؤونهم الخاصة لكنهم تبنوا لغة جديدة للتواصل مع شعب الإنكا.
أقام توبا يوبانكي لفترة طويلة في مقاطعة أزواي، جامعًا عددًا كبيرًا من السكان الأصليين لينقلهم إلى كوسكو؛ أمر ببناء جسور على الأنهار وبناء العديد من المباني، الدينية منها بقدر غير الدينية، في رغبةِ منه لكسب مودة الكناريين وجعلهم تابعين له. عمل توبا يوبانكي على تجميل مدينة توميبامبا حيث وُلِد ابنه واينا كاباك.
أعطى الأمر لبناء حصنين: أحدهما في أتشوبالس، والآخر في بولمالاكتا. بنى في أكثر مواقع السلسلة الجبلية وعورة مسكنًا لراحة جيشه ومكانًا للإخضاع والاستعباد. جرى ذلك دون أي مقاومة تُذكَر من قِبل جماعة الكولاكوس، التي كانت تعيش في وادي غوازانوس وبلدة ألاوسي. هكذا انتهى به الأمر بغزو الكناري ودمج أراضيهم ضمن إمبراطورية الإنكا.

### حرب الإنكا الأهلية
خلال الحرب الأهلية التي دارت بين أبناء واينا كاباك، واسكار وأتاوالبا، اختار شعب الكناري دعم واسكار رغم تمركزه في المنطقة الشمالية التي ورثها الابن والوريث الشرعي أتاوالبا. في البداية، ظَفِر جنرالا واسكار، أتوك وهانغو بالانتصار، إذ هزما جيش أتاوالبا، وأسَرا العديد من جنوده، واستوليا على المدن الكبيرة مثل كاخاماركا وتوميبامبا.
وبمساعدة جنرالات والده المخلصين، تمكن أتاوالبا من هزيمة جيش واسكار في معركتي موليهامباتو وشيمبورازو، ما أجبر الدُخلاء على العودة إلى الجنوب. ألقى القبض على جنرالات واسكار وأعدمهم وأعدم أنصار شعب الكناري بمجرد وصوله إلى توميبامبا. عوقب الكناريون بقسوة، إذ أُبقي على حياة 12 ألف فقط من عدد السكان الأصلي البالغ 50 الفًا. 

### الغزو الإسباني
عندما وصل فرانسيسكو بيثارو إلى مدينة تومبيس، تلقى أنباء أفادت بأن الكناريين اتخذوا موقفًا ضد حكومة أتاوالبا. أمِلَ الكناريون في أن يحررهم الشعب الإسباني من الإنكا، وقد ضم بيزارو الكناريين إلى قواته لمواجهة أتاوالبا ومقاومة الإنكا.
في عام 1536، هزم الجنود الكناريون والإسبان جيش الإنكا في معركة ساكسايهيومان. حافظ الكناريون على مكانة مهمة في ظل الحكم الإسباني، وغالبًا كانوا بعيدين عن موطن أجدادهم. بعد مقتل بيزارو في عام 1541، نصَّب أحد الزعماء الكناريين، فرانسيسكو تشيلشي نفسه الزعيم الأعلى (كاسيك) على معظم الأراضي الملكية الإنكية (كويسبيغوانكا) في الوادي المقدس بالقرب من كوسكو. تصدَّى للهنود الحُمر الأعداء وقاوم المزاعم الإسبانية بالوادي. نتيجة تحالفهم مع الإسبان أثناء الإطاحة بإمبراطورية الإنكا. كان للكناريين مكانة قانونية مع الأسبان. استمر تشيلتش بلعب دور مهم حتى سبعينيات القرن السادس عشر، عندما قام بتجنيد 500 جندي من الهنود الحمر للقتال إلى جانب صفوف الإسبان في حربهم ضد ملك الإنكا الأخير، توباك أمارو.